# Steny Hoyer

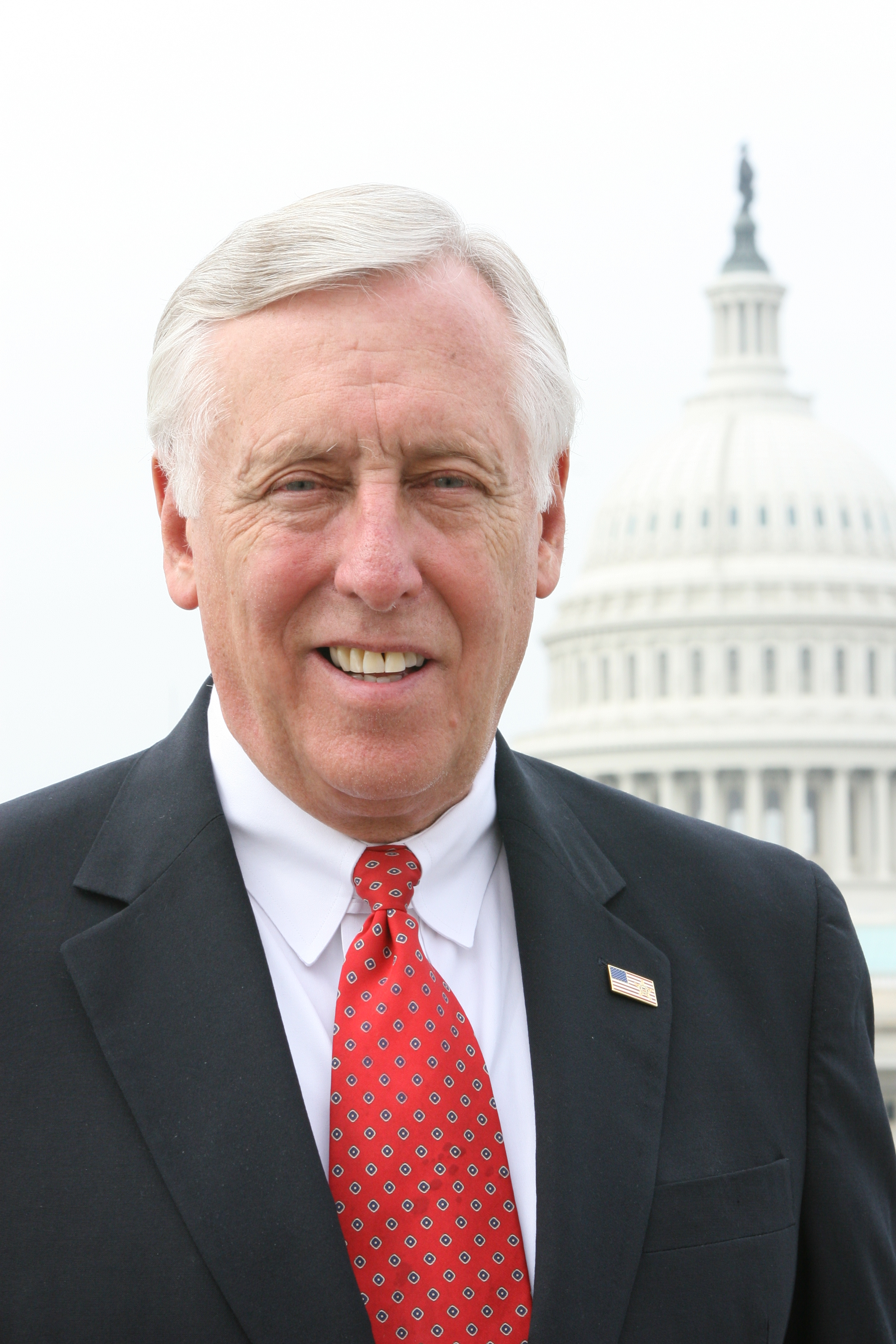
Steny Hoyer

Steny Hamilton Hoyer (* 14. Juni 1939 in New York City) ist ein US-amerikanischer Politiker der Demokratischen Partei. Seit 1981 ist er Abgeordneter ins Repräsentantenhaus für den fünften Wahlbezirk des Bundesstaates Maryland und war dort bis 2023 Teil der Fraktionsführung. Nach dem Wahlsieg der Demokraten bei den Wahlen zum Repräsentantenhaus 2006 wurde er am 16. November 2006 zum House Majority Leader (Vorsitzenden der (demokratischen) Mehrheitsfraktion) gewählt. Nachdem er von 2011 bis 2018 die Funktion des House minority whips ausgeübt hatte, als die Demokraten die Minderheitspartei gewesen waren, wurde er, als seine Partei nach den Wahlen 2018 wieder die Mehrheit erlangte, im Januar 2019 erneut in die Funktion des House Majority Leaders berufen. Nach der Niederlage seiner Partei bei den Wahlen 2022 und der Ankündigung Nancy Pelosis, die Fraktionsführung abzugeben, verkündete er gemeinsam mit House majority whip Jim Clyburn, dass sich beide aus der Fraktionsführung ihrer Partei im neuen Kongress zurückziehen werden.

## Biografie
Steny Hoyer wurde in New York City geboren, ist jedoch in Mitchellville (Maryland) aufgewachsen. Sein Familienname weist auf seine Vorfahren hin, die aus Dänemark stammten (der Familienname lautete ursprünglich "Høyer" und wurde später anglisiert). Er absolvierte die Suitland High School in Suitland, Maryland und schloss sein Studium 1963 mit der Bewertung magna cum laude an der University of Maryland, College Park ab. Dort war er auch Mitglied der Sigma-Chi-Bruderschaft. 1966 erwarb er den Doktorgrad der Rechtswissenschaft (J.D.) von der Georgetown University in Washington, D.C.
Hoyer hat aus der Ehe mit seiner 1997 verstorbenen Frau Judy Pickett Hoyer drei Töchter: Susan, Stefany und Anne. Er gehört der Konfession der Baptisten an.

## Politische Laufbahn und Positionen
Hoyer wurde 1966 als 27-Jähriger für den Wahlbezirk Prince George’s County in den Senat von Maryland gewählt; 1975, im Alter von 35 Jahren, wurde er Präsident dieser Parlamentskammer.

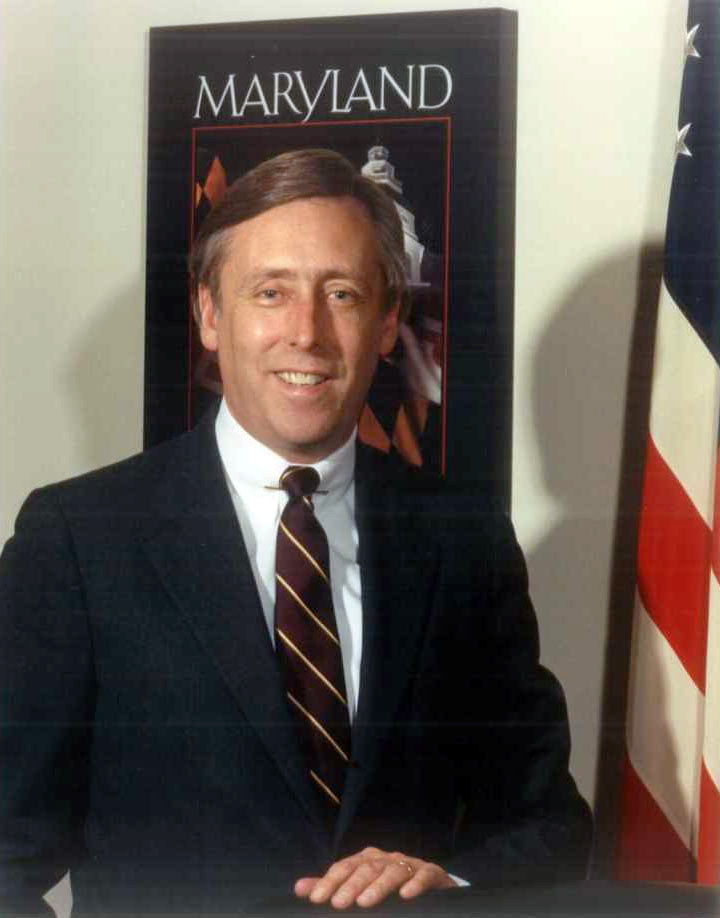
Offizielles Foto von Hoyer, ca. 1980.

1981 wurde er als Abgeordneter für den 5. Distrikt von Maryland ins Repräsentantenhaus gewählt; er vertritt seither diesen Wahlbezirk. Von 1987 bis 1989, als die Demokratische Partei die Mehrheit im Repräsentantenhaus besaß, hatte Hoyer die Funktion eines Whip inne; 2002, als die Demokraten in einer Minderheitenposition waren, wurde er erneut in diese Funktion gewählt. Innenpolitisch hat sich Hoyer als Kongressabgeordneter vor allem mit Fragen der Bildungspolitik, der Durchsetzung der Bürger- und Menschenrechte befasst. Außenpolitisch war er ein Gegner der Irak-Politik von Präsident George W. Bush und befürwortete einen Rückzug ("responsible redeployment") der amerikanischen Truppen aus dem Irak. Jedoch hat er sich in dieser Frage bei vergangenen Abstimmungen wiederholt auf Kompromisse eingelassen. In der Iranischen Atomwaffenfrage hat Hoyer betont, dass ein Iran mit Nuklearwaffen „nicht akzeptabel“ (unacceptable) wäre und dass in diesem Fall auch militärische Mittel eine Option wären. Bezüglich der Verschärfung von  Sanktionen gegen die Islamische Republik Iran erklärte er: „Wir müssen ganz bestimmt nicht auf Russland, China oder sonstwen warten, um die Maßnahmen einzusetzen, die wir für angemessen halten.“

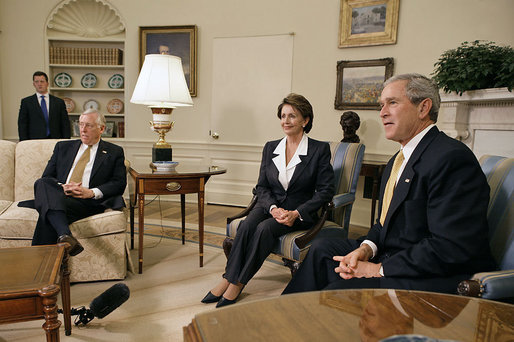
Präsident Bush zusammen mit House Minority Leader Nancy Pelosi und House Minority Whip Steny Hoyer am 9. November 2006.

Nach dem demokratischen Wahlsieg bei der Wahl zur Repräsentantenhaus 2006 wurde Nancy Pelosi im Januar 2007 zur Sprecherin des Repräsentantenhauses (Speaker of the House) gewählt. Hoyer wurde zum House Majority Leader für die Amtsperiode des 110. Kongresses gewählt. Er konnte sich dabei mit 149:86 Stimmen gegen seinen parteiinternen Gegenkandidaten John Murtha aus Pennsylvania durchsetzen. 2012 gelang ihm im Jahr 2012 mit 62:35 Prozent der Stimmen die Wiederwahl als Abgeordneter gegen den Republikaner Tony O’Donnell. Er wurde 2014, 2016 und 2018 erneut wiedergewählt. Er war von 2011 bis Anfang 2019 Minderheits Whip der Demokratischen Fraktion im Repräsentantenhaus. In dem am 3. Januar 2019 zusammengetretenen 116. Kongress der Vereinigten Staaten ist er erneut zum House Majority Leader der Demokratischen Fraktion im Repräsentantenhaus gewählt worden. Dieses Amt bekleidete er auch im 117. Kongress, bevor er nach den Wahlen zum Repräsentantenhaus 2022, die seine Partei verloren hatte, verkündete, im 118. Kongress nicht mehr Teil der demokratischen Parteiführung sein zu wollen. Zeitgleich trat auch House Majority Whip Jim Clyburn zurück, der das dritthöchste Amt der demokratischen Fraktion bekleidet hatte. Mit dem vorherig angekündigten Rückzug von Sprecherin Pelosi, traten somit die drei höchsten Abgeordneten der Fraktion zurück, um für die neue Führung um Hakeem Jeffries Platz zu machen. Das Amt des House Majority Leaders übernahm im neuen Kongress der Republikaner Steve Scalise. Die Wahl 2022 in seinem Wahlbezirk konnte er jedoch ebenfalls gewinnen. In der Wahl zum Repräsentantenhaus 2024 setzte er sich in der Vorwahl mit 72,3 % und in der Hauptwahl mit 67,9 % durch und kann dadurch sein Amt bis heute ausüben. Seine neue Legislaturperiode im Repräsentantenhaus des 119. Kongresses läuft bis zum 3. Januar 2027.